# Baudreville (Eure-et-Loir)
Baudreville è un comune francese di 290 abitanti situato nel dipartimento dell'Eure-et-Loir nella regione del Centro-Valle della Loira.

## Società

### Evoluzione demografica
Abitanti censiti